# 安谷镇
安谷镇，是中华人民共和国四川省乐山市市中区下辖的一个乡镇级行政单位。2019年12月，撤销车子镇，将其所属行政区域划归安谷镇管辖。

## 行政区划
安谷镇下辖以下地区：
民和社区、安谷村、王元村、烽火村、关帽村、龙星村、七星村、上王村、双水村、龙口村、英雄村、郑明村、刘河村、回龙村、二郎村、泊滩村、高山村和大龙村。